# 捜査
捜査（、英: criminal investigation）は、犯罪に対し、捜査機関が犯人を発見・確保し、かつ証拠を収集・保全する目的で行う一連の行為、司法警察活動である。

## 概説
捜査は犯罪の発生を前提として行われる。
その一方で、捜査機関が犯罪者を発見や逮捕する目的で、捜査官や第三者を「おとり」にして、捜査機関側があえて犯罪を誘発し、その犯罪の犯人を現行犯として逮捕しようとする捜査方法が採用されることがある。これをおとり捜査と言う。
なお捜査は公訴の遂行のためにも行われる（通説）。ただし、陪審制度（陪審手続）をとる国では一応の嫌疑でも公訴しうるが、そうではない日本などでは確実な嫌疑のない起訴は公訴権濫用として伝統的に許されていない。
捜査は社会の変化・進展に対応するかたちで、法医学・心理学・物理学・化学・工学・精神医学などの助けを借りて、次第に科学的捜査の性格を強めてきている。
捜査は、逮捕・捜索などといった強力な権限行使を含みうるものであり、関係者の人権に強い影響を与えるものであるので（つまり人権侵害をしかねないものであるので）、法律によって厳格に規制されなければならない。そのため捜査官を規律するための原則がいくつも定められている。#捜査に関する原則
捜査行為はすべて法律の規定の範囲内で行わなければならない。法律を逸脱して行ってはならない。一般に違法な捜索･押収等によって証拠物を集めること、また広義には、被疑者を違法に身柄拘束すること、違法な取り調べを行って自白を得ること、違法な盗聴により会話を録音することなどを違法捜査と言う。違法な捜査を行う捜査官は、もはや捜査官ではなく、彼自身のほうが犯罪者であり、捜査官には不適なので解任されて厳格に処罰されるべき存在、という位置づけとなる。
線引き、名称の使い分け
犯罪が発生しようとしているため、それを予防し制止しようとする行為は、警察官の行為であっても司法警察権の行使とはいえず行政警察権の行使であり捜査ではない。また、捜査は捜査機関によって行われるものであり、犯罪被害者からの告訴等は捜査の端緒とはなるが捜査そのものではない。
自白偏重から証拠主義へ
自白への偏重を避け、あらゆる証拠を適正に収集しその合理的総合力により捜査を完結させること（証拠によって事実を明らかにすること）を証拠捜査主義という。捜査は社会の変化・進展に対応するかたちで、法医学・心理学・物理学・化学・工学・精神医学などの助けを借りて、次第に科学的捜査の性格を強めてきている。
日本における違法捜査、密室での不適切な取り調べ、自白偏重
日本ではいまだに、捜査官が個人的に心におもいついたストーリー（フィクション）にもとづいて、被疑者を長時間拘束し密室で尋問（「取り調べ」）をつづけ被疑者を心理的に追い詰めたり心理的に誘導することで、犯罪を犯していない人にまで自白の強要（捜査機関の思い込みによる虚偽の自白の作文や署名の強要など）が行われ、その「自白」を絶対視して証拠を恣意的に解釈したり、捜査機関側が本物の証拠を隠ぺいするなどのことが行われ、冤罪を多数生んでいる。本来、適法な捜査だけが行われていれば尋問は全て録画されていて何の問題もない。（アメリカでは警察の取り調べは録画されるようになっている。自白の状況が録画されていない自白や自白調書は無効である）。本来なら取り調べは全て100%録画され公正さが確保されなければならない。しかし、日本の捜査機関にはいまだに前近代的な風土が残っており、自白偏重で、問題だらけの尋問が行われている。具体的には100%の録画も行われないまま尋問が行われる状態が放置されており、捜査官による不適切な行為が密室で行われ、虚偽の自白に誘導するなどして多数の冤罪を生むような状態がいまだに放置されている。日本におけるこの野蛮な状態を改善するには、取り調べは全て100%録画されていなければならない、とする規則が制定され、取り調べが100%録画されていない場合はたとえ「自白があった」と捜査官が言ったり、自白調書に署名があったとしても、それを自白としては認めない、とする裁判原則が確立され、この原則が完全に守られなければならない。そうしない限り、捜査官らは虚偽の自白の強要を続け、冤罪が無限に生じ続ける。
たとえば日本では捜査機関が痴漢冤罪を多数発生させていることはつとに有名であり、乱暴な捜査風土が社会問題にもなっている。映画監督の周防正行が取材を行い、日本の問題ある捜査風土を扱った映画『それでもボクはやってない』が2007年に公開された。日本の捜査機関は、人権軽視の体質が酷く、たまたま同じ客車内の近くに乗り合わせただけの人でも犯人と決めつけて密室に何日も何日も閉じ込めて、妻子などの家族と連絡をとることも、職場に連絡を一本入れることも一切許さず、密室に閉じ込められた当人が「愛する家族たちは、自分が行方不明になったと、もう何日も心配しているだろう」「同僚たちも行方不明になったと心配しているだろう。職場でも大問題になっているに違いない」「だが目の前の捜査官らが、連絡を1本入れることすら許さない」という極限状況に追い詰めておいて、「ここから出たければ自白しろ」などと脅して、捜査機関側が作文した文章に署名を強要して、犯罪をおかしていない人々まで強引に犯罪者にしてしまうのである。
たとえば障害者郵便制度悪用事件では、大阪地検の検事がやはり、たまたま自分の心に思い浮かんだストーリーにとりつかれ、当時厚生労働省の局長であった村木厚子を証拠も無いのに犯人だと決めつけ、あげくは証拠の改ざんまで行った（大阪地検特捜部主任検事証拠改ざん事件）
- アメリカ軍の捜査官による犯罪現場の捜査
- アメリカ空軍特別捜査チームによる尋問
- 1960年6月6日にフィンランドで起きたボドム湖殺人事件の現場での捜査。写真中央のArvi Vainio副裁判官が捜査を指揮している。この殺人事件は今も未解決のままである。

## 捜査に関する原則

### 適正かつ公平の原則
適正かつ公平の原則とは、捜査は公共の福祉を維持しながら個人の基本的人権の尊重を全うしつつ事案の真相を明らかにするものであるから、捜査権は公正誠実に実行され、個人の自由や権利を不当に侵害するものであってはならないという原則をいう。

### 任意捜査の原則
任意捜査の原則とは、捜査は基本的人権の尊重に配慮する必要があるという前提に基づいて人権に対する侵害の少ない形態を原則とすることをいう。即ち、強制捜査（逮捕、家宅捜索など）は最後の手段とせよ、ということ。

### 密行の原則
密行の原則とは、捜査は事件関係者の基本的人権を保障する趣旨からも、捜査内容の外部への漏えいによる証拠隠滅や犯人逃亡を防ぐ意味からも密行を原則とする。ただし、捜査情報の一部を公開して広く国民の協力を求める場合もある（公開捜査）。

## 日本の刑事手続における捜査

### 捜査構造論

#### 糾問的捜査観と弾劾的捜査観
1958年、平野龍一は全く対照的な捜査観として糾問的捜査観と弾劾的捜査観との二つの考え方を示した。
糾問的捜査観
捜査活動は執行機関が全て行い、被疑者はその客体に過ぎないとするものであり、被疑者は一方当事者としての立場ではないとする考え方である。戦前の旧刑訴法上はこの考え方に基づいた捜査活動、公判維持が行われてきた。国家による事実の究明活動という側面が強い考え方である。
弾劾的捜査観
捜査段階においても、捜査機関と被疑者が対等に争うもので、事実の解明は裁判での争訟によるものとする考え方であり、戦後の刑訴法はこの弾劾的な法制度が取り入れられたものである。
いずれの考え方の一方を取り入れればよいというものではなく、事実の解明・犯罪の防止・人権の尊重との調和の必要性が求められている。なお、上記2つのモデル論の他、訴訟的捜査観（捜査独自性説）とよばれる独自の捜査構造の提唱がある。

#### 捜査の独自性
通説は捜査を「公判の準備手続的性格」のものと位置付けるが、従来のこの考え方は、捜査機関のみを捜査の主体として捉えており、当事者主義を基調とする現行刑事訴訟法にはそぐわず、捜査機関のみならず、被疑者側も捜査の主体として互いに対立した構造を有するとするされている捜査独自性説も有力に唱えられている。捜査独自性説では、捜査の目的を「起訴・不起訴を決定するための事実関係の有無を明らかにすること」とし、公判前の捜査手続の段階から被疑者側も証拠収集や弁解などの防御活動を行うことにより、被疑者側も捜査機関と並び「捜査の主体」であることから、捜査手続の弾劾化を図る見解である。
また、実務家からは、上記の捜査独自性説とは別の視点から捜査の目的を問い直す見解が出されている。捜査活動は犯人に対しての訓戒的役割を果たしており、社会にとっても不安を緩和し、正義が行われたことの満足感を与えていることから、捜査それ自体の実際的効果は重要であり、無視できないとされる。また、実際問題として、犯罪捜査は、当初から「公訴の提起、公判維持」を目的としているといえるのかという疑問も出されている。訴訟条件が整わない場合に於いても捜査活動が行われることがありうる（後述・訴訟条件を欠く場合の捜査の許容性参照）ことから、捜査活動自体が持つ嫌疑の判断・事案の解明等の機能にも着目すべきであるとされる。それによると、公訴提起以前の段階である、事件性・嫌疑の有無を判断するための捜査が行われうるのであって、それに先だって「公訴の提起、公判維持」を目的とする活動が行われているとするのは現実にそぐわないとされる。そのため、捜査の目的を旧来の「公訴の提起・公判維持」に限定する考え方は不合理であり、また限定する必要性に欠けるとの批判がある。公訴に向けた捜査だけではなく、被疑者とされているものの疑いを解き、犯人ではないことを確定させるための捜査や、起訴猶予にするための捜査活動つまり、起訴ではなく不起訴に向けた捜査も行われている。このようにみて、捜査の目的を公訴の提起・遂行の準備のみであるとすることは狭きに失し、むしろ、端的に、「犯人の改善・更生を含めた真相の発見、正義の実現のためにする犯人の検挙・証拠の収集保全」にあるとした方が正しいという主張もなされている。
警察関係者からは、警察における捜査の目的を「公訴の提起及び公判維持の準備」に資することだけに限定することは、現実の捜査活動と乖離しているという批判がある。これによると、現実には警察捜査活動それ自体、独立して犯罪の予防・鎮圧・犯人の更生・平穏な社会生活の維持などの機能をも有しているとされる。犯罪の予防・鎮圧をも責務とする警察における捜査を他の捜査機関が行う捜査と分け、警察捜査として「個人の生命、身体及び財産の保護並びに公訴の提起・遂行、の準備その他公共の安全と秩序の維持のため、証拠を発見・収集するほか、犯罪にかかる情報を収集分析するとともに、犯人を制圧し、及び被疑者を発見・確保する活動」と定義づける見解がある。

### 捜査機関
捜査は、捜査機関によってなされる。刑事訴訟法が規定する捜査機関としては以下が挙げられる。
- 一般司法警察職員（＝警察官）（刑事訴訟法189条2項）
- 特別司法警察職員（警察官以外の司法警察職員）（刑事訴訟法190条）
- 検察官（刑事訴訟法191条1項）
- 検察事務官（刑事訴訟法191条2項）

ほとんどの事件では、司法警察職員が第一次的捜査機関として捜査を担当する（刑事訴訟法189条2項）。この場合の捜査は検察官が担当していないため司法警察活動と同義であり、主として犯罪の予防活動を目的とする行政警察活動とは区別される。もっとも、両者の法による規制は重なり合う部分が多い（司法警察活動と行政警察活動の区別に関する議論については、行政警察活動を参照）。
また、検察官は第二次的捜査機関として、司法警察職員の捜査に対し、必要な指示を出し、指揮監督を行うことができ、司法警察職員の行った捜査に不備がある場合には補完的立場から捜査を行うことができる（刑事訴訟法191条1項）。検察官の捜査権は二次的なものではなく、独自の捜査権を持つものであり、いわゆる「特捜部」などに所属する検察官が直接捜査を担当する場合もある（検察官の捜査権参照）。

### 捜査の端緒
捜査は、捜査機関が犯罪があると思料したときに開始される（刑事訴訟法189条2項、191条1項）。捜査開始の原因となるもの（「捜査の端緒」（犯罪捜査規範2章））には次のようなものが挙げられる。
- 告訴・告発（刑事訴訟法230条、239条、犯罪捜査規範63条）
- 自首（刑事訴訟法245条、犯罪捜査規範63条）
- 被害届（犯罪捜査規範61条）

犯罪の被害に遭ったと考える者が、その旨を警察などの捜査機関に申告する届出を被害届という。単に被害の事実を申告するにとどまるものであり、犯人の訴追を求める告訴とは異なる。火薬や銃砲の盗難被害に遭った者は被害届（法文上の名称は「事故届」）を提出する義務を負うが（火薬類取締法第46条1項、銃刀法第23条の2）、その他の犯罪の被害についてはそのような義務はない。
- 検視（刑事訴訟法229条）
- 職務質問（警察官職務執行法2条1項、犯罪捜査規範59条）
- 警ら（地域警察運営規則19条、25条、犯罪捜査規範59条）
- 現行犯人の発見（刑事訴訟法212条）
- 自動車の一斉検問（地域警察運営規則28条3項、最判昭55.9.22により職務質問とは異なることが認められた）
- 新聞紙その他の出版物の記事、インターネットを利用して提供される情報、匿名の申告、風説その他広く社会の事象（犯罪捜査規範59条）
- その他（他事件の取り調べ、密告、風評、報道、投書等）

### 強制捜査と任意捜査
捜査は、強制捜査と任意捜査とに分けられる。
強制捜査
強制捜査とは、強制処分による捜査のことを言う。強制捜査の具体的内容としては、被疑者の身柄確保のための逮捕・勾留、物証を確保するための捜索・差押え・検証などがある。
なお、強制処分について、判例は
とする。
この判例のうち「有形力の行使を伴う手段を意味するものではなく」の部分は、従来通説であった有形力を用いる手段が強制処分であるとの学説およびこれに基づく被告人の主張への応答、「特別の根拠規定がなければ許容することが相当でない手段」の部分は強制処分法定主義からの当然の帰結（トートロジー）であるため、その本質は（被処分者の意思に反する）重要な権利・利益を侵害する捜査手段という点にあると考えられている（通説）。しかし、「特別の根拠規定がなければ許容することが相当でない手段」という要件を判例が要求していることには、法学上批判が強い。
これに対して、重要とは言えなくてもある程度の権利・利益を侵害すればすべて強制処分であるとする見解もいわゆる「新しい強制処分説」と結びついて主張されている。新しい強制処分説とは、刑事訴訟法の規定しない強制処分であっても令状主義の要請が実質的にみたされる場合にはこれを許容すべきであるとの見解である。かかる見解に対しては立法論あるいは連邦憲法修正4条の下のアメリカ法解釈としてはともかく、日本法の解釈論としては無理であるとの批判がある。
なお、強制捜査が違法に行われた場合、その捜査で得られた証拠が証拠能力を有するか否かについては違法収集証拠排除法則の問題となる。
任意捜査
任意捜査とは、任意処分による捜査を言う。任意処分とは強制処分以外の処分をいい、一般的な意味での「任意」という言葉とは若干ニュアンスが異なる。
捜査は任意捜査が原則であり、特別な法的根拠を必要としないことから、任意処分については任意捜査の限界が重要論点として論じられる。

### 訴訟条件を欠く場合の捜査の許容性
訴訟条件とは、刑事訴訟法上、公訴を追行し、事件の実体審理及び裁判をするための要件をいい、このうち起訴（公訴の提起）のための適法要件を特に起訴条件ともいう。
訴訟条件を欠く場合の例として、(a)被疑者が死亡している場合、(b)公訴時効が完成している場合、(c)親告罪で被害者の告訴を欠く場合などがある。
いずれの場合でも、起訴も公判維持もできない。
では、訴訟条件ないし起訴条件を欠く場合に捜査できるか。
捜査の定義・主要目的を公訴提起（起訴・不起訴の決定）及び公判維持にあると考えると、起訴も公判の維持もできないことから、捜査の目的を満たしえない。このため、このような場合にも捜査を行うことが可能か、解釈上の議論の余地がある。
しかし、訴訟条件は捜査条件とは異なる。また、例えば犯人が犯行後に死亡してしまった場合等でも、そのまま放置しておくことはできず、事件処理は必要であるから合理的妥当性がある範囲内での捜査は許されると解されている。
なお、「訴訟条件が完全に欠ける場合」の強制捜査は、(a)事案解明の要請がそれほど強くないか（公益性の強度）、あるいは(b)対象者の利益を侵害してまで行なう必要性が小さいので（被侵害法益との比較衡量）、極力控えるべきとされる。

## 国際刑事裁判所の刑事手続における捜査

### 捜査の端緒
国際刑事裁判所に関するローマ規程に定める対象犯罪が行われていると考えられる場合には、国際連合安全保障理事会（国連安保理）や締約国は事態を検察官に付託する（国際刑事裁判所に関するローマ規程第13条・第14条）。付託された事態については捜査を行うことが原則とされ、十分な根拠がないため捜査を中止する場合には付託者に通知することを要する（国際刑事裁判所に関するローマ規程第13条・第53条2）。
検察官は自らの発意で捜査に着手することもできるが、捜査の続行に合理的理由があるときは、捜査の許可を予審部に請求する必要がある。
なお、国連安保理は決議によって12か月間捜査や訴追の開始または続行しないよう要請することができ、この要請は更新することができる（国際刑事裁判所に関するローマ規程第16条）。

### 捜査の遂行
捜査は国家からの協力を得て行うことを原則とし、任務を果たしうる国内機関が存在しない場合に限って例外的に国際刑事裁判所の検察官が直接行う（国際刑事裁判所に関するローマ規程第57条3d）。
国連安保理から付託された事態については、国連安保理は非締約国に対しても国連憲章第7章の権限を行使することができる（国際刑事裁判所に関するローマ規程第87条5参照）。また、この場合、国際刑事裁判所は締約国の協力拒否についてその問題を国連安保理に付託できる（国際刑事裁判所に関するローマ規程第87条7）。